# Mitz Mangrazie
Mitz Mangrazie（ミッツ・マングラッチェ）は、日本のシンガー兼マリオネット。本名：ミッツ・マングローブ。2011年9月20日のサンケイスポーツ記事により、ミッツ・マングローブの別名義であることが判明。

## 来歴

### 生い立ち
オフィシャルには「Secret…」となっている。
Mitz Mangrazie（ミッツ・マングラッチェ）は、カヴァー元の楽曲「Tu vuo fa' l'americano」を歌うレナート・カロゾーネ（1921年生まれ。ナポリ出身。屈指のシンガー・ソングライターで、バンド・リーダー。ピアニスト、作詞家としても活躍。）がイタリア人であり、その楽曲及びアーティストへの敬意をはらって名付けられたという説と、なんとなくの響きで名付けられただけという説がある。

### 活動歴
2011年10月5日、「彼とお月様〜Notte di Luna〜」で日本・イタリアデビューを飾る。
このデビュー曲「彼とお月様〜Notte di Luna〜」は、「イタリアーノへの“grazie（感謝）”を込めて・・・」という意味合いで、ルーツの地となるイタリアでの配信リリースに至っている。

## 人物
オフィシャルには「Secret…」となっているが、9月20日のサンケイスポーツ記事により、ミッツ・マングローブの別名義であることが判明。また、デビュー曲「彼とお月様〜Notte di Luna〜」のMusic Videoは、Mitz Mangrazie（ミッツ・マングラッチェ）がミッツ・マングローブの操る“マリオネット”という設定になっており、イラストで表現された「彼とお月様〜Notte di Luna〜」の歌詞世界を舞台上でMitz Mangrazie（ミッツ・マングラッチェ）が紹介していく内容に仕上がっているが、Mitz Mangrazie（ミッツ・マングラッチェ）扮するマリオネットやイラストの世界で展開される舞台を、まるで女神のように優しく俯瞰で見つめるミッツ・マングローブが登場。ミッツ・マングローブとして歌唱のパフォーマンスも披露している。
当初このMitz Mangrazie（ミッツ・マングラッチェ）企画に対し、ミッツ本人は「大人の口車に乗せられた」と語っていたが、周辺の評価が思いの外非常に高く、すっかり気を良くしているという。

## ディスコグラフィ

### 配信シングル※着うた(R)
- Mitz Mangrazie（ミッツ・マングラッチェ）彼とお月様〜Notte di Luna〜（DefSTAR RECORDS、2011年10月5日）

### 配信シングル※着うたフル(R)・PC
- Mitz Mangrazie（ミッツ・マングラッチェ）彼とお月様〜Notte di Luna〜（DefSTAR RECORDS、2011年10月12日）

### 配信シングル※着うた(R)
- Mitz Mangrazie（ミッツ・マングラッチェ）彼とお月様〜Notte di Luna〜（TOKYO STYLE REMIX）（DefSTAR RECORDS、2011年10月12日）